# Katastralgemeinde Gradenegg (Gemeinde Liebenfels)
Die Katastralgemeinde Gradenegg ist eine von elf Katastralgemeinden der Gemeinde Liebenfels im Bezirk Sankt Veit an der Glan in Kärnten. Sie hat eine Fläche von 107,44 ha.
Die Katastralgemeinde gehört zum Sprengel des Vermessungsamtes Klagenfurt.

## Lage
Die Katastralgemeinde liegt in den Wimitzer Bergen im südwestlichen Teil des Bezirks Sankt Veit an der Glan, mitten in der Gemeinde Liebenfels. Sie umfasst nur die unmittelbare Umgebung der Ortschaft Gradenegg und ist – im Norden beginnend, im Uhrzeigersinn – von den Katastralgemeinden Pflausach, Glantschach, Liemberg und Freundsam umgeben. Sie erstreckt sich von einer Höhenlage von 637 m ü. A. am Gradenegger Bach am südlichen Rand der Katastralgemeinde bis zu 979 m ü. A. im Norden, östlich der bereits außerhalb der Katastralgemeinde liegenden Burgruine Gradenegg.

## Ortschaften
Auf dem Gebiet der Katastralgemeinde Gradenegg befindet sich die Ortschaft Gradenegg.

## Vermessungsamt-Sprengel
Die Katastralgemeinde gehört seit 1. Jänner 1998 zum Sprengel des Vermessungsamtes Klagenfurt. Davor war sie Teil des Sprengels des Vermessungsamtes St. Veit an der Glan.

## Geschichte
Ende des 18. Jahrhunderts wurden die Kärntner Steuergemeinden (später: Katastralgemeinden) gebildet und Steuerbezirken zugeordnet. Die Steuergemeinde Gradenegg wurde Teil des Steuerbezirks Gradenegg.
Im Zuge der Reformen nach der Revolution 1848/49 wurden in Kärnten die Steuerbezirke aufgelöst und Ortsgemeinden gebildet, die jeweils das Gebiet einer oder mehrerer Steuergemeinden umfassten. Die Steuer- bzw. Katastralgemeinde Gradenegg wurde Teil der Gemeinde Glantschach. 1875 wurde die Katastralgemeinde an die Gemeinde Sörg angeschlossen. Durch die Fusion der Gemeinden Sörg und Liebenfels 1973 wurde die Katastralgemeinde Gradenegg Teil der Gemeinde Liebenfels.
Die Größe der Katastralgemeinde Gradenegg wurde 1854 mit 187 Österreichischen Joch und 116 Klaftern (ca. 108 ha, also etwa die heutige Fläche) angegeben; damals lebten 198 Personen auf dem Gebiet der Katastralgemeinde.
Die Katastralgemeinde Gradenegg gehörte ab 1850 zum politischen Bezirk Sankt Veit an der Glan und zum Gerichtsbezirk Sankt Veit an der Glan. 1854 bis 1868 gehörte sie zum Gemischten Bezirk Sankt Veit an der Glan. Seit der Reform 1868 ist sie wieder Teil des politischen Bezirks Sankt Veit an der Glan und des Gerichtsbezirks Sankt Veit an der Glan.

## Siedlungsentwicklung
Zum Jahreswechsel 1979/1980 befanden sich in der Katastralgemeinde Gradenegg insgesamt 35 Bauflächen mit 14.025 m² und 45 Gärten auf 61.385 m², 1989/1990 gab es 43 Bauflächen. 1999/2000 war die Zahl der Bauflächen auf 113 angewachsen und 2009/2010 bestanden 55 Gebäude auf 120 Bauflächen.

## Bodennutzung
Die Katastralgemeinde ist landwirtschaftlich geprägt. 77 Hektar wurden zum Jahreswechsel 1979/1980 landwirtschaftlich genutzt und 19 Hektar waren forstwirtschaftlich geführte Waldflächen. 1999/2000 wurde auf 71 Hektar Landwirtschaft betrieben und 28 Hektar waren als forstwirtschaftlich genutzte Flächen ausgewiesen. Ende 2018 waren 66 Hektar als landwirtschaftliche Flächen genutzt und Forstwirtschaft wurde auf 27 Hektar betrieben. Die durchschnittliche Bodenklimazahl von Gradenegg beträgt 32,7 (Stand 2010).